# ジョーダン・グロシャンズ
- ジョーダン・グローシャンズ

ジョーダン・グロシャンズ（Jordan Groshans, 1999年11月10日 - ）は、 アメリカ合衆国テキサス州モンゴメリー郡マグノリア出身のプロ野球選手（遊撃手）。右投右打。MLBのカンザスシティ・ロイヤルズ傘下所属。

## 経歴

### プロ入りとブルージェイズ傘下時代
2018年のMLBドラフト1巡目（全体12位）でトロント・ブルージェイズから指名され、予定していたカンザス大学への進学を取りやめてからプロ入り。契約後、傘下のルーキー級ガルフ・コーストリーグ・ブルージェイズでプロデビュー。アパラチアンリーグのルーキー級ブルーフィールド・ブルージェイズでもプレーし、2チーム合計で48試合に出場して打率.296、5本塁打、43打点を記録した。
2019年はA級ランシング・ラグナッツでプレーし、23試合に出場して打率.337、2本塁打、13打点、1盗塁を記録した。
2020年はCOVID-19の影響でマイナーリーグの試合が開催されなかったため、公式戦の出場は無かった。

### マーリンズ時代
2022年8月2日にアンソニー・バス、ザック・ポップとのトレードで、マイアミ・マーリンズへ移籍した。9月13日にアクティブ・ロースター入りすると、同月15日のフィラデルフィア・フィリーズ戦でノア・シンダーガードからメジャー初本塁打を放った。
2023年はAAA級ジャクソンビル・ジャンボシュリンプでプレーし、125試合に出場して打率.244、6本塁打、60打点の成績を残したが、メジャーでの出場機会は無かった。
2024年2月6日にDFAとなった。

### ヤンキース傘下時代
2024年2月13日にウェイバー公示を経てニューヨーク・ヤンキースへ移籍した。2月28日にDFAとなり、3月3日にマイナー契約となって傘下のAAA級スクラントン・ウィルクスバリ・レイルライダースへ配属された。

### アスレチックス傘下時代
2024年6月23日にJ.D.デービスおよび金銭とのトレードで、オークランド・アスレチックスへ移籍した。移籍後は、AA級ミッドランド・ロックハウンズに配属された。結局、この年もメジャーに昇格出来ないままシーズンが終了した。

### ロイヤルズ傘下時代
2024年12月3日にカンザスシティ・ロイヤルズとマイナー契約を結んだ。

## 選手としての特徴
ボー・ビシェットを思わせる打撃センスが売りの大型遊撃手であり、パワーの伸びしろも十分ある。守備は敏捷性に欠けており三塁手が適任とも言われる。

## 詳細情報

### 年度別打撃成績
| 年 度    | 球 団    | 試 合 | 打 席 | 打 数 | 得 点 | 安 打 | 二 塁 打 | 三 塁 打 | 本 塁 打 | 塁 打 | 打 点 | 盗 塁 | 盗 塁 死 | 犠 打 | 犠 飛 | 四 球 | 敬 遠 | 死 球 | 三 振 | 併 殺 打 | 打 率 | 出 塁 率 | 長 打 率 | O P S |
| -------- | -------- | ----- | ----- | ----- | ----- | ----- | -------- | -------- | -------- | ----- | ----- | ----- | -------- | ----- | ----- | ----- | ----- | ----- | ----- | -------- | ----- | -------- | -------- | ----- |
| 2022     | MIA      | 17    | 65    | 61    | 9     | 16    | 0        | 0        | 1        | 19    | 2     | 0     | 0        | 0     | 0     | 4     | 0     | 0     | 13    | 2        | .262  | .308     | .312     | .619  |
| MLB：1年 | MLB：1年 | 17    | 65    | 61    | 9     | 16    | 0        | 0        | 1        | 19    | 2     | 0     | 0        | 0     | 0     | 4     | 0     | 0     | 13    | 2        | .262  | .308     | .312     | .619  |

- 2024年度シーズン終了時

### 年度別守備成績
| 年 度 | 球 団 | 三塁（3B） | 三塁（3B） | 三塁（3B） | 三塁（3B） | 三塁（3B） | 三塁（3B） |
| 年 度 | 球 団 | 試 合      | 刺 殺      | 補 殺      | 失 策      | 併 殺      | 守 備 率   |
| ----- | ----- | ---------- | ---------- | ---------- | ---------- | ---------- | ---------- |
| 2022  | MIA   | 17         | 15         | 37         | 1          | 3          | .981       |
| MLB   | MLB   | 17         | 15         | 37         | 1          | 3          | .981       |

- 2023年度シーズン終了時

### 背番号
- 65（2022年）